# Nippopisella nagatai
Nippopisella nagatai is een vlokreeftensoort uit de familie van de Eriopisidae.